# Малые Будки
Малые Будки (укр. Малі Будки) — село, Коровинский сельский совет, Недригайловский район, Сумская область, Украина.
Код КОАТУУ — 5923583407. Население по переписи 2001 года составляло 273 человека.
Рядом с Малыми Будками расположен ключевой археологический памятник марьяновской/бондарихинской культуры.
В ЦГИАУ в г. Киеве имеется исповедная ведомость за 1749 год

## Географическое положение
Село Малые Будки находится на берегу реки Бишкинь в месте впадения в неё реки Хусть, выше по течению на расстоянии в 4 км расположено село Томашовка, выше по течению реки Хусть на расстоянии в 2,5 км расположено село Беседовка, ниже по течению на расстоянии в 1,5 км расположено село Ракова Сечь. К селу примыкает лесной массив (дуб).